# Pattonomys punctatus
Pattonomys punctatus är en gnagare i familjen lansråttor som förekommer i norra Sydamerika. Populationen infogades en längre tid i Pattonomys semivillosus.

## Utseende
För ett exemplar registrerades en kroppslängd (huvud och bål) av 236 mm, en svanslängd av 233 mm, bakfötter med 34 mm längd och 20 mm långa öron. I ovansidan är flera taggar inblandade i pälsen. Håren och taggarna är gråa nära roten samt rödbruna eller vita vid spetsen vad som ger ett spräckligt utseende. Huvudet är mörkare på grund av svarta hår med vita spetsar. Öronen bär främst svarta hår men på en sida finns en vit tofs och bakom öronen förekommer vita fläckar. Det finns en tydlig gräns mot den vita undersidan. Benens utsida och fötternas ovansida har en grå färg. Svansen är täckt av synliga fjäll och fina hår och den har en brun färg.

## Utbredning och ekologi
Utbredningsområdet ligger söder om Orinocoflodens mynningsdelta och vid floden Río Cauras mynning i Orinoco. Habitatet utgörs av ganska torra galleriskogar. Arten har antagligen samma levnadssätt som andra släktmedlemmar.

## Hot
Inget är känt angående populationens storlek och möjliga hot. IUCN listar arten med kunskapsbrist (DD).